# Strangalia penrosei
Strangalia penrosei es una especie de escarabajo longicornio del género Strangalia, categorizada en la tribu Lepturini, de la subfamilia Lepturinae. Fue descrita por Hovore & Chemsak en 2005.

## Descripción
Mide 14-16,5 mm de longitud.

## Distribución
Se distribuye por Ecuador.